# Fermo Zannoni
Pour les articles homonymes, voir Zannoni.
Fermo Zannoni (né le 10 août 1862 à Solagna, dans la province de Vicence en Vénétie, Italie et mort le 1er février 1896 à Rio de Janeiro, Brésil) était un joueur d'échecs italien du XIXe siècle.

## Biographie
Fermo Zannoni fut champion d'échecs d'Italie à Venise en 1883 et à Rome en 1886. En 1881, il s'était classé deuxième  au Championnat d'échecs d'Italie à Milan alors qu'il n'avait que 18 ans, terminant à un demi-point seulement derrière Carlo Salvioli.
Il meurt le 1er février 1896 à Rio de Janeiro au Brésil, à l'âge de 33 ans.

## Sources
- (br) Cet article est partiellement ou en totalité issu de l’article de Wikipédia en breton intitulé « Fermo Zannoni » (voir la liste des auteurs).